# National Geographic World Championship
El National Geographic World Championship (hasta 2002 llamado International Geographic Olympiad) es una competencia internacional bienal de geografía que se desarrolla normalmente en el mes de julio o principios de agosto en los años impares. La primera edición de esta competición, se realizó en el año 1993 y desde entonces es organizada y patrocinada por la National Geographic Society.
Por cada país, participan equipos de tres miembros que hayan resultado ganadores de la competencia nacional en sus respectivos países (por ejemplo el concurso Aventura NG en España, la Olimpíada Geográfica Argentina en ese país, la Olimpiada Mexicana de Geografía en México, o el National Geographic Bee en los Estados Unidos).
En el primer día de la competencia, estos equipos rinden un examen escrito en el cual todos los integrantes cooperan y trabajan juntos, luego en el segundo día toman parte de una actividad de orientación, normalmente consistente en usar un mapa para encontrar ciertos puntos especificados en ambientes desconocidos. Los puntos de estos dos eventos se suman, y los mejores tres equipos avanzan a la ronda final.
La final consiste en una ronda oral, en la que un locutor (usualmente Alex Trebek) lee las preguntas que pueden estar dirigidas a todo el equipo o a un único miembro en particular. Estas preguntas también constan de apoyos visuales como mapas o fotografías que los participantes ven en una pantalla. Los finalistas obtienen medallas de bronce, plata u oro según si obtienen el tercer, segundo o primer lugar, respectivamente.

## Ubicaciones y ganadores de las primeras seis ediciones
1993 - I I.G.O.
Se llevó a cabo en Londres, Inglaterra, Reino Unido.
- Primer lugar: Estados Unidos
- Segundo lugar: Reino Unido
- Tercer lugar: Rusia

1995 - II I.G.O.
Se llevó a cabo en Orlando, Florida, Estados Unidos.
- Primer lugar: Australia
- Segundo lugar: Reino Unido
- Tercer lugar: Canadá

1997 - III I.G.O.
Se llevó a cabo en la ciudad de Washington D. C., Estados Unidos.
- Primer lugar: Canadá
- Segundo lugar: Argentina
- Tercer lugar: Rusia
- Cuarto lugar: Costa Rica

1999 - IV I.G.O.
Se hizo en Toronto, Ontario, Canadá.
- Primer lugar: Estados Unidos
- Segundo lugar: Canadá
- Tercer lugar: Rusia

2001 - V I.G.O.
Se desarrolló en Vancouver, Columbia Británica, Canadá.
- Primer lugar: Estados Unidos
- Segundo lugar: Canadá
- Tercer lugar: Hungría

2003 - VI N.G.W.C.
Se hizo en la ciudad de Tampa, Florida, Estados Unidos.
- Primer lugar: Estados Unidos
- Segundo lugar: Alemania
- Tercer lugar: Francia

## N.G.W.C. 2005
La séptima edición de este campeonato mundial de geografía se llevó a cabo entre el 10 y el 15 de julio de 2005, en la ciudad de Budapest, capital de Hungría, con la participación de 18 países: Alemania, Argentina, Australia, Bulgaria, Canadá, Costa Rica, España, Estados Unidos, Francia, Hungría, India, México, Polonia, Reino Unido, Rumania, Rusia, Singapur y Taiwán.

### Evaluación escrita
El día lunes 11 de julio, los participantes rindieron un examen escrito en el que trabajaron en equipo. El examen consistió de 50 preguntas de opción múltiple con cuatro respuestas posibles y de cuatro ejercicios con mapas, en los cuales los participantes debían colorear cinco países que reúnan una cierta característica (por ejemplo: los cinco países de África que producen mayor cantidad de petróleo). El puntaje máximo que se podía obtener en este examen eran 70 puntos.

### Actividad de orientación
El día martes 12 de julio, en el zoológico de Budapest se desarrolló la actividad de orientación en la cual los participantes debían encontrar con ayuda de un mapa los quince puntos donde se hallaban las preguntas, que al igual que en el examen escrito, tenían cuatro respuestas posibles. Cada respuesta correcta valía 2 puntos, por lo que el máximo para esta actividad eran 30 puntos.

### Ronda final
Media hora después de finalizada la actividad de orientación, se dieron a conocer los puntos de los equipos. Los finalistas habían resultado en un triple empate, con 86 puntos sobre 100 cada uno. Estos equipos fueron Estados Unidos, Canadá y Rusia. Los rusos fueron los que mejor lo hicieron en el examen escrito, mientras que EE. UU. y Canadá se destacaron en la actividad de orientación. Polonia quedó a un punto de un posible desempate, con 85 puntos. Las puntuaciones de los equipos hispanoparlantes fueron México: 77; Argentina: 76; España: 71; Costa Rica: 61.
La final se desarrolló el jueves 14 de julio en el Palacio de las Artes de Budapest. Consistió en 8 rondas de preguntas orales con distintas metodologías.

### Ganadores
Los premiados fueron:
- Medallas de oro para Estados Unidos: Capitán Andrew Wojtanik; Karan Takhar y Jesse Wainberg.
- Medallas de plata para Rusia: Capitán Ivan Prokhorov; Vera Efremova y Renat Faritovich.
- Medallas de bronce para Canadá: Capitán Daniel Siracusa; John Yao y Nathan Friedman.

## N.G.W.C. 2007
Fue llevado a cabo los días 5 al 10 de agosto, en San Diego, California. Participaron 18 países, los cuales fueron: Canadá, Estados Unidos, México, Argentina, Francia, Reino Unido, Alemania, Polonia, Rumania, Hungría, Bulgaria, Rusia, India, Taiwán (participando como China Taipéi), Singapur, Australia, Ghana y Nigeria (esta última no asistió debido a problemas con conseguir la visa).

### Evaluación escrita
El día lunes 4 de agosto, los participantes rindieron un examen escrito en el que trabajaron en equipo. El examen consistió en 50 preguntas de opción múltiple con cuatro respuestas posibles, en la que al menos una pregunta era específica de cada país participante (ej. Cuál era la lengua de los antiguos Aztecas, sobre México), dos mapas sobre colorear 5 países en cada uno, con ciertas características (ejemplo, los 10 países más grandes de América), y dos listas de 10 países aleatorios, los cuales era necesario ordenar según su población o su producto interno bruto. Lo máximo que se podía obtener en este examen eran 80 puntos.

### Actividad de orientación
El día martes martes 5 de agosto, Parque temático de SeaWorld se desarrolló la actividad de orientación en la cual los participantes debían encontrar con ayuda de un mapa los quince puntos donde se hallaban las preguntas, que al igual que en el examen escrito, tenían cuatro respuestas posibles. Cada respuesta correcta valía 2 puntos, por lo que el máximo para esta actividad eran 30 puntos.

### Ronda final
Media hora después de finalizada la actividad de orientación, se dieron a conocer los puntajes de los equipos. Para ese momento, los finalistas eran Canadá con 71 puntos, Estados Unidos con 70 puntos, y México con 67. Lo que ayudó a México a pasar a la final fue la actividad de orientación, donde ovbtuvieron 28 de los 30 puntos, mientras que los otros dos finalistas no obtuvieron tantos puntos de orientación, pero lo hicieron muy bien en el escrito. Polonia y Bulgaria quedaron a 2 puntos de alcanzar a México, con 65. Hasta el momento el puntaje más alto era de Canadá con 71 puntos, y el más bajo fue de Argentina con sólo 29 puntos.
La final se desarrolló el jueves 7 de agosto en el mismo parque SeaWorld de San Diego, con México, Estados Unidos y Canadá como finalistas. Consistió en 8 rondas de preguntas orales con distintas metodologías, algunas aplicadas al equipo entero y otras sólo a un miembro específico. El resultado final dio el triunfo a México como campeón mundial, sentando un histórico precedente para México como campeón mundial en la rama geográfica.
- Primer lugar: México
- Segundo lugar: Estados Unidos
- Tercer lugar: Canadá

Los integrantes del equipo mexicano fueron recibidos a su regreso a México por el presidente Felipe Calderón y la secretaría de Educación Josefina Vázquez Mota.
Los ganadores fueron:
- Carlos Elías Franco Ruiz - 15 años, de Zapotlán de Juárez, Hidalgo - capitán
- Emanuel Johansen Campos - 16 años, de Tejalpa, Morelos.
- Ángel Aliseda Alonso - 17 años, de Guadalajara, Jalisco.

## Otros datos sobre el N.G.W.C.
- Los Estados Unidos retuvieron el título de campeones mundiales por ocho años.
- Canadá es el otro equipo que ha ganado mayor cantidad de medallas, con una de oro en 1997, dos de plata en 1999 y 2001 y tres de bronce en 1995, 2005 y 2007.
- México fue el primer país no angloparlante en ganar la medalla de oro, en 2007. Argentina, por su parte, fue el primer país hispanomericano en ubicarse en el podio de los ganadores, 10 años antes de la hazaña mexicana.
- Solamente tres ediciones se han hecho en países fuera de América Anglosajona (Reino Unido en 1993, Hungría en 2005 y México en 2009). Todas las restantes fueron en Canadá y Estados Unidos.

## Para más información
- Página oficial del National Geographic World Championship (en inglés)

- Datos: Q2604354